# Mowag Piranha

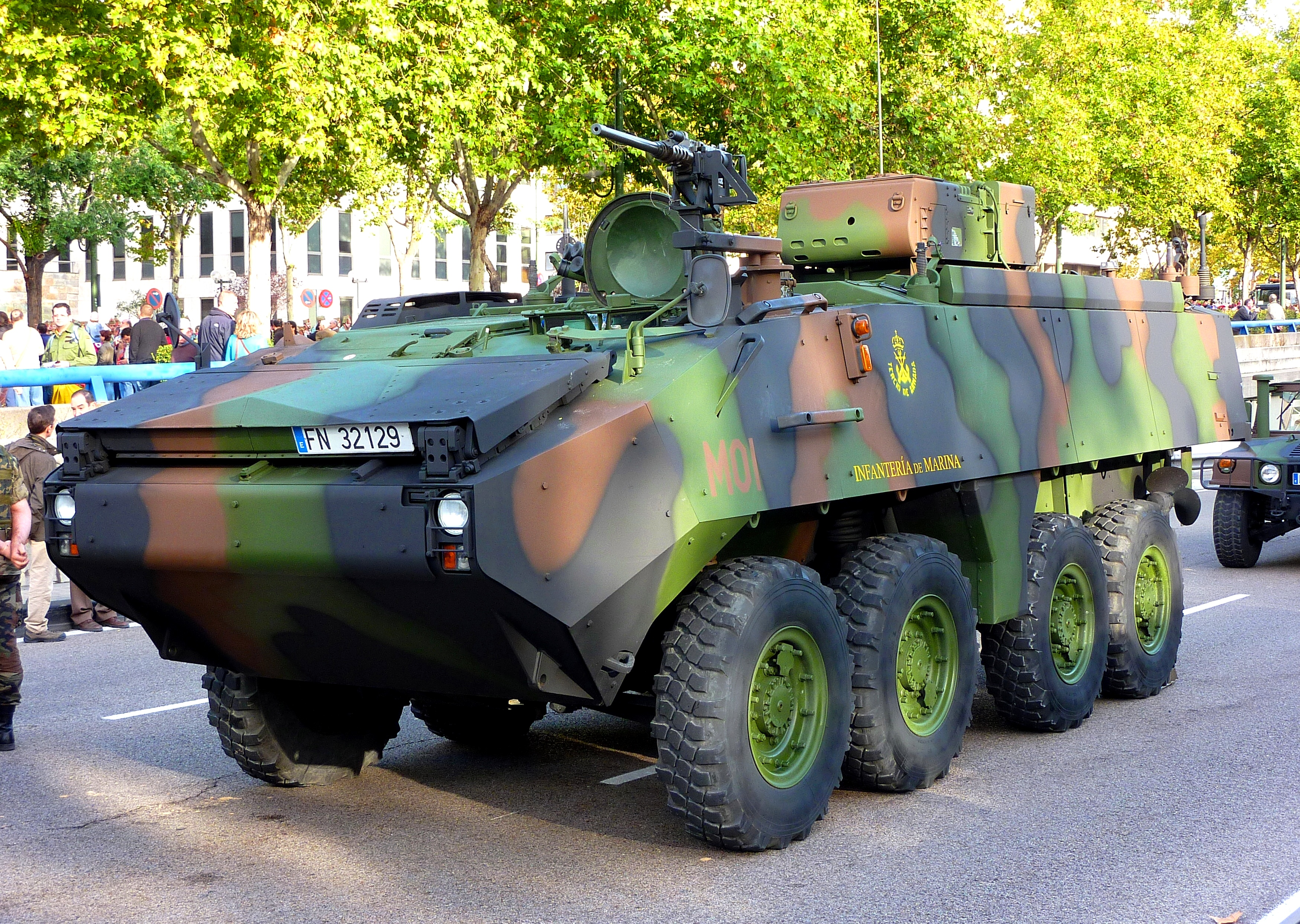
Piranha IIIC sił lądowych Hiszpanii

MOWAG Piranha – rodzina kołowych wozów bojowych opracowana przez szwajcarską firmę MOWAG (obecnie GDELS-MOWAG), składająca się z różnych nośników uzbrojenia, wozów dowodzenia i łączności, pojazdów rozpoznawczych oraz transporterów opancerzonych. Istnieją trzy generacje pojazdów, które znajdują się na wyposażeniu wielu armii świata. Używają one podwozia 4x4, 6x6 i 8x8. Produkowane wersje różnią się między sobą stopniem opancerzenia, rodzajem zastosowanej wieży i wyposażeniem specjalistycznym. Pojazdami bazowymi rodziny Piranha są transportery opancerzone.
Piranha znajduje się na wyposażeniu armii szwajcarskiej. Pojazdy te stały się przedmiotem eksportu do Danii, Hiszpanii, Irlandii, Szwecji oraz Rumunii.
Produkcję licencyjną podjęły: General Dynamics (Kanada, USA), BAE Systems Land Systems (Wielka Brytania), FAMAE + CARDOEN (Chile). Kanadyjska wersja Piranha LAV III posłużyła jako wersja bazowa do opracowania pojazdu Stryker dla US Army. W 2019 roku General Dynamics European Land Systems (GDELS) ogłosił rozpoczęcie produkcji seryjnej kołowych transporterów opancerzonych Piranha V w rumuńskich zakładach Uziny Mecanică București (UMB). Pojazdy trafią w ramach zawartej wcześniej umowy na uzbrojenie rumuńskich wojsk lądowych.

## Opis konstrukcji
Wszystkie wozy Piranha mają przedział kierowania i napędowy w przedniej części kadłuba (odpowiednio po lewej i prawej stronie), przedział bojowy - w środkowej części, a desantowo-transportowy - z tyłu. Desant opuszcza pojazd przez dwoje drzwi, otwieranych na zewnątrz, lub dwa duże włazy w stropie. Kadłub wykonano ze stalowych płyt spawanych.
Najmniejszym pojazdem rodziny Piranha jest wóz konfiguracji 4x4, z silnikiem Cummins 6 BTA 5,9 (o zapłonie samoczynnym), osiągającym przy 2800 obr./min moc 143 kW. Może on być wyposażony w obrotową wieżyczkę z: dwoma zdalnie sterowanymi karabinami maszynowymi kalibru 7,62 mm, dwoma karabinami maszynowymi - jeden kalibru 7,62 mm, a drugi 12,7 mm, jednym karabinem maszynowym kalibru 12,7 mm lub jedną 20 mm armatą automatyczną firmy Oerlikon.
Najpowszechniej eksploatowaną na świecie wersją Piranhy jest pojazd w konfiguracji 6x6, w którego obrotowej wieży można zamontować różnorodne uzbrojenie, m.in. 12,7 mm karabin maszynowy (zwykle M2HB) oraz armaty kalibru 20, 25, 30 i 90 mm. Na jego bazie zaprojektowano także 81 mm moździerz samobieżny, z uzbrojeniem zamontowanym w przedziale transportowym na obrotowej podłodze.
Na bazie nośnika 6x6 opracowano wóz rozpoznania radarowego, ambulans, wóz ewakuacyjno-remontowy, a także niszczyciel czołgów, który w latach 1989-1992 zakupiła armia szwajcarska (ogółem 310 sztuk). Niszczyciel czołgów wyposażono w norweską wieżę Kvaerner Eureka, zawierającą wyrzutnie przeciwpancernych pocisków kierowanych TOW 2 (dwa pociski są gotowe do natychmiastowego wystrzelenia, a osiem jest przewożonych w kadłubie).
Wozy Piranha w konfiguracji 8x8 są produkowane w podobnych wersjach, co Piranha 6x6, a do najpopularniejszych należą: niszczyciel czołgów, transporter opancerzony, 120 mm moździerz samobieżny, wóz ewakuacyjno-remontowy i wóz dowodzenia. Niszczyciel czołgów wyposażono w system Mefisto z wyrzutniami przeciwpancernych pocisków kierowanych HOT (cztery pociski są gotowe do natychmiastowego wystrzelenia, a osiem jest przewożonych w kadłubie) lub Dragon. Uzbrojeniem transporterów jest natomiast karabin maszynowy kalibru 12,7 mm, zamontowany w jednoosobowej wieżyczce KUKA. Ponadto po obu stronach wieżyczki umieszczono wyrzutnie granatów dymnych.
Piranhie w konfiguracji 6x6 i 8x8 są napędzane silnikiem Detroit Diesel 6V-53T (dwusuwowym, o zapłonie samoczynnym, doładowanym, chłodzonym cieczą), o mocy 202 kW przy 2800 obr./min.
Układ napędowy Piranhi zawiera automatyczną cztero- (wersja 4x4) lub pięciobiegową (wersje 6x6 i 8x8) skrzynię przekładniową, reduktor, blokowane mechanizmy różnicowe osi kół oraz wały. Zawieszenie pojazdów zawiera: sprężyny śrubowe, wałki skrętne (dwie tylne osie) i teleskopowe amortyzatory hydrauliczne (przy wszystkich kołach). Kierowane są koła przednie, przy czym w wersji 6x6 - jedna para, a 8x8 - dwie pary.
W skład wyposażenia podstawowego Piranhi wchodzi układ ochrony przed bronią masowego rażenia, układ przeciwpożarowy i klimatyzacja, dodatkowego zaś - różne wersje nocnych układów obserwacji.
Po modernizacji Piranhi wyodrębniła się tzw. druga generacja wozów, oznaczona Piranha II, która w stosunku do pierwowzoru ma: powiększony kadłub, dodatkowe zbiorniki paliwa, szersze opony, dodatkowy (dwubiegowy) reduktor w układzie napędowym, nowy układ przeciwpożarowy i tablicę kontrolno-pomiarową kierowcy. Ponadto obniżono hałas i emisję szkodliwych substancji w spalinach, zwiększono pojemność zbiorników paliwa, rozbudowano układ chłodzenia, zainstalowano system nawigacji naziemnej i wymieniono drzwi desantowe na jednolity, otwierany automatycznie, pomost desantowy. W wozach można instalować jeden z trzech typów silników: 6V-53T Silver, 6V-53TA Silver lub 6 CTA 8.3 (Cummins). Dzięki większej nośności Piranhi II (od Piranhi) istnieje możliwość uzbrojenia wozu w 90 mm armatę GIAT, sprzężoną z karabinem maszynowym kalibru 7,62 mm. Do armaty stosuje się naboje z przeciwpancernym pociskiem podkalibrowym z oddzielającym się sabotem, stabilizowanym brzechwowo (APFSDS), kumulacyjnym (HEAT) i odłamkowo-burzącym (HE). Pojazd przewozi 43 naboje armatnie: 18 w wieży i 25 w kadłubie.
Na bazie Piranhi II (w konfiguracji 8x8) zbudowano również 120 mm moździerz samobieżny, wyposażony w układ nawigacji satelitarnej GPS, noktowizję, dalmierz laserowy i skomputeryzowany system kierowania ogniem. W zależności od rodzaju naboju maksymalny zasięg strzelania z moździerza wynosi od 8,1 do 13,0 km.
Najbardziej rozbudowany jest wóz w konfiguracji 10x10, na którym zamontowano francuską wieżę TML (firmy GIAT), uzbrojoną w: armatę kalibru 105  mm (bez układu stabilizacji), 7,62 mm sprzężony karabin maszynowy i wyrzutnię granatów dymnych Galix. Naprowadzanie działa w obu płaszczyznach odbywa się za pomocą napędów elektrohydraulicznych lub ręcznie (awaryjnie). System kierowania ogniem zawiera cyfrowy przelicznik balistyczny oraz dzienno-nocne przyrządy obserwacyjno-celownicze z termowizorem i dalmierzem laserowym. Wykonany ze stali pancernej kadłub (w części przedniej grodziowy), chroni załogę przed pociskami broni strzeleckiej kalibru do 14,5 mm. Pojazd przewozi 26 nabojów armatnich: 12 w wieży i 14 w kadłubie.
Na bazie nośnika 10x10 zaprojektowano m.in.: samobieżne lufowe zestawy przeciwlotnicze kalibru 40 i 30 mm, pojazd ewakuacyjno-remontowy i wóz do minowania narzutowego.
W 1995 roku zakończono prace nad wozami Piranha trzeciej generacji, oznaczonymi Piranha III, w których (w porównaniu z Piranhą II) m.in. poprawiono ochronę wnętrza, zwiększono możliwości transportowe i manewrowe. Opracowano prototypy pojazdów w konfiguracji: 6x6 (uzbrojony w karabin maszynowy kalibru 7,62 mm), 8x8 (z wieżą Delco, uzbrojoną w armatę kalibru 25 mm) i 10x10 (z armatą kalibru 35 mm). Kadłub każdego z nich wydłużono i poszerzono, zwiększając tym samym ładowność wozów odpowiednio do: 3 t, 6 t i 7,5 t (z uwzględnieniem masy dodatkowego opancerzenia i uzbrojenia). Pojazdy wyposażono w zawieszenie hydropneumatyczne oraz przystosowano do zamontowania francuskiego centralnego układu pompowania kół, układu ABS (firmy Bosch) i pancerza dodatkowego. Przód najlepiej opancerzonej wersji, Piranhi III, jest odporny na działanie pocisków APDS kalibru 30 mm.
Producent oferuje wyposażenie wozów w jeden z trzech zespołów napędowych: silnik 6V-53TA (o mocy 260 kW) z układem napędowym MD 3560P, silnik 6V-183 TE 22 (o mocy 300 kW) z układem napędowym Ecomat 6HP 600 oraz silnik 6CTAA8.3-T350 (o mocy około 260 kW) z układem MD 3066P.
Piranhię III zakupiła Dania (w konfiguracji 8x8 z 12,7 mm karabinem maszynowym w obrotowej wieży), Szwecja (10x10 - wóz dowodzenia artylerii przybrzeżnej, oznaczony LIRKA) oraz Kanada (8x8, oznaczony LAV III Kodiak).
Pojazdy rodziny Piranha występują również pod innymi nazwami, np. w armii kanadyjskiej: Cougar (wóz wsparcia ogniowego, uzbrojone w 76 mm armatę L23A1 i 7,62 mm sprzężony karabin maszynowy), Grizzly (transporter opancerzony, uzbrojony w karabiny maszynowe kalibru 12,7 mm i 7,62 mm), Husky (wóz ewakuacyjno-remontowy), Bison (nośnik, na bazie którego zbudowano transporter opancerzony, wóz dowodzenia, 81 mm moździerz samobieżny i wóz ewakuacyjno-remontowy), a w amerykańskich Marines - LAV (skrót od Light Assault Vehicle). Spośród pojazdów LAV najliczniej występuje LAV-25, wyposażony w dwuosobową wieżę Delco, uzbrojoną w stabilizowaną armatę M242 kalibru 25 mm.